# Barnsley (Gloucestershire)
Barnsley – wieś i civil parish w Anglii, w hrabstwie Gloucestershire, w dystrykcie Cotswold. Leży 28 km na południowy wschód od miasta Gloucester i 125 km na zachód od Londynu. W 2011 roku civil parish liczyła 209 mieszkańców. Barnsley jest wspomniana w Domesday Book (1086) jako Bernesleis.